# Cessna GC-1
Die Cessna GC-1 war ein 1929 von Clyde Cessna entwickeltes Rennflugzeug. Von dem  Mitteldecker mit offenem Cockpit, Spornradfahrwerk und einem Reihenmotor von Continental wurde nur ein Exemplar gebaut. Detaildaten sind nicht bekannt.

## Geschichte
Die Maschine wurde 1930 in der Luftfahrtrolle von Backwell registriert und als Cessna GC-1 mit dem Luftfahrzeugkennzeichen N144V eingetragen. Die Presse nannte die GC-1 Winged Torpedo. Der Pilot Stanley Stanton erreichte 1930 mit der GC-1 den siebten Platz beim All American Air Cirrus Derby. Der Pilot E. B. Smith flog das Flugzeug bei den 1931er National Air Races und erreichte den vierten Platz mit einer Durchschnittsgeschwindigkeit von 137,4  Meilen/Stunde.
Die GC-1 wurde 1932 bei einer Bruchlandung in Kansas City zerstört und in der Luftfahrtrolle gelöscht.

## Weitere Entwicklung von Cessna Air Racer
Folgende Modelle wurden mit Warner Scarab 422 Reihenmotoren ausgerüstet:
- Cessna CR-1
- Cessna CR-2
- Cessna CR-3